# (741) Botolphia
(741) Botolphia est un astéroïde de la ceinture principale.

## Caractéristiques
Il a été découvert le 10 février 1913 par l'astronome américain Joel Metcalf depuis Winchester (Massachusetts). Sa désignation provisoire était 1913 QT.
Il est nommé d'après la ville de Boston, dans le Massachusetts, ville dont le nom dérive de celui de saint Botolph, un moine saxon fondateur au VIIe siècle d'un monastère.
Les calculs d'après les observations de l'IRAS lui accordent un diamètre d'une trentaine de kilomètres.